# 梅村学人
梅村 学人（うめむら まなと、1988年5月18日 - ）は、三重県出身の元プロ野球選手（投手）。右投右打。

## 経歴
小学生時代はソフトボール部に所属、紀勢町立錦中学校に入学後軟式野球を始め、三重高校進学後硬式野球部に入部、1年秋からベンチ入りする。3年時にはエースとして第88回全国高等学校野球選手権大会に出場。三重大会では40回1/3を投げて59奪三振を記録、プロのスカウトも注目する投手のうちの1人だった。
しかし、初戦の熊本工業高校戦では制球が定まらず2回までに5失点と自滅、3回以降は立ち直ったものの8回を投げ5被安打ながら計9四死球を与え6失点。味方打線も15安打を放ちながら11残塁で4点しか奪えず、6-4で早々に敗退してしまった。
その後、秋に行われた2006年度高校生ドラフトでオリックス・バファローズから3巡目指名を受け入団。
2007年は首脳陣の｢基礎を固めさせる｣意向からかウエスタン・リーグでは1試合の登板にとどまった。2008年は二軍で8試合に登板するも、10回1/3を投げて12四球、4暴投と制球力の悪さを露呈した。
2009年は二軍での登板機会も2試合に留まり、結局一度も一軍に昇格出来ないまま10月3日に球団より戦力外通告を受けて、プロ野球選手を引退した。
現役引退後は公務員として働いている。高校時代の同級生に歌手の西野カナがいる。

## 詳細情報

### 年度別投手成績
- 一軍公式戦出場なし

### 背番号
- 59 （2007年 - 2009年）